# Бухара
Бухара (узб. Buxoro) — місто обласного підпорядкування в Узбекистані, центр Бухарської області.

## Географія
Місто розташоване в низинах річки Зеравшан, у центрі Бухарської оази, на каналі Шахруд. Бухара з'єднана лінією (13 км) із залізничним вузлом Бухара-1 (м. Каган).

## Назва
Місто виникло не пізніше I століття н. е. Назва походить від санскрит. «віхара», що означає «монастир».

## Історія

### Давня історія
- VI—VII ст — Бухара — велике місто Мавераннахра;
- VII вв — початок вторгнення арабів;
- VII вв — Спорудження Арка;
- 709 — Взяття міста намісником Хорасану Кутейбою;
- 775—783 — повстання «людей у білих одежах» у Бухарі проти арабів (повстання Муканни).

### Середньовіччя
- 830 — перша літописна згадка про Бухару;
- 849—850 — спорудження навколо Бухари стіни з одинадцятьма воротами для захисту від набігів ворогів;
- 820—892 — роки життя історика Тарабі;
- 860—941 — роки життя поета Рудакі;
- 870—950 — роки життя філософа та енциклопедиста Фарабі;
- ?-977 — роки життя поета Дакікі;
- IX—Х ст — спорудження мавзолею Ісмаїла Самані;
- 875—999 — Бухара — столиця феодальної держави, утвореної після розпаду Арабського халіфату;
- 943—944 — «Історія Бухари М.Наршахі»;
- 980—1037 — Роки життя великого вченого-енциклопедиста, уродженця Бухари Абу Алі ібн Сіни;
- 999 — Бухару захопили караханідскі правителі;
- 1127 — Збудовано мінарет Калян;
- 1220, лютий — Бухару захопили орди Чингісхана;
- 1238 — Повстання Махмуда Тарабі проти монгольських завойовників;
- 1318—1389 — роки життя шейха Бахоуддіна Накшбанді;
- XIV ст — побудова мечеті та мавзолею Сайфітдіна Бохарзі, побудова пам'ятника Чашма Аюб;
- 1370 — Бухара увійшла до складу імперія Тимура;
- 1417 — Збудовано медресе Улугбека;
- XVI—XVIII ст — Бухара столиця Бухарського ханства;
- 1535 — Будівництво медресе Мір-Араб;
- XVI ст. — Будівництво мечеті Баланд та ансамблю Чао-Бакр;
- 1557 — посольство з Бухари до Москви з проханням дозволити вільну торгівлю з Московією;
- 1583—1600 — П'ять Бухарських посольств до Москви для встановлення дипломатичних стосунків;
- 1599—1753 — Аштарханкульська династія ханів Бухари;
- XVIст — будівництво шатрів Токі Заргарон, Токі Тельмакфурушон, Токі Саррофон;
- 1652 — Будівництво медресе Абдулазіз-хана;
- XVII ст. — Будівництво ансамблю Лябі-Хауз.

### XVIII століття
- 1752—1753 — Реконструкція Бухари; зміцнення міської стіни;
- 1753—1920 — Мангітська династія ханів Бухарського емірату.

### XIX століття
- 1807 — Будівництво медресе Чор-Мінор;
- 1810 — Повстання у Бухарі проти дорожнечі, голоду та крадіжок;
- 1821—1825 Небачене за потужністю повстання міської бідноти та сільського населення;
- 1826 — Публікація в Парижі книги Г.Мейендорфа «Подорож з Оренбургу в Москву»;
- 1827—1897 — Роки життя письменника та філософа Дониша;
- 1836 — Вихід у світ роботи сходознавця П. С. Савельєва «Бухара у 1835 році»;
- 1853 — Публікація книги О. М. Попова «Стосунки Росії з Хівою та Бухарою»;
- 1862 — Виход у світ роботи сходознавця Н. Залесова «Нариси дипломатичнихстосунків Росії з Бухарою з 1836 по 1843 рік»;
- 1868—1869 — вивезення з Бухари в Росії 250 тисяч пудів бавовни;
- 1869 — Війна між Росією та Бухарою;
- 1868, 23 червня — укладення миру між Росією та Бухарою;
- 1873 — Договір між Росією та Бухарою, який уточнив кордони між Туркестанським краєм та Бухарським еміратом;
- 1885 — Заснування у Бухарі «Російського імператорського політичного агенства»;
- 1877—1888 — Перша залізниця на території Бухари (від Красноводська до Самарканду);
- 1878—1954 — роки життя письменника та вченого С.Айні;
- 1888 — Велике народне повстання землевласників та тваринників (повстання Восе);
- 1890 — Ввезення з Росії в Бухару 660 тисяч пудів зерна та борошна;
- 1894 — Прийняття закону про включення Бухари в єдину з Росією митну межу;
- 1894 — Відкриття відділення Державного банку з капіталом 90 млн рублів;
- 1894 — Відкриття російсько-туземної школи;
- 1896—1939 — Роки життя видатного державного діяча Ф.Ходжаєва.

### Початок XX століття
- Кінець XIX-початок XX ст Будівництво палацу Мохі-Хоса;
- 1905 — Приєднання робітників всіх залізничних станцій Бухарського ханства до Всеросійського політичного страйку;
- 1905—1907 — Виступи бухарських ремісників;
- 1909 — Побачила світ книга Д.Логофета «Країна безправства. Бухарське ханство і його сучасний стан»;
- 1911 — Відкриття у Бухарі жіночої лікарні з пологовим відділенням;
- 1912 — Страйк бухарських ткачів;
- 1912 — Перша у Бухарі газета узбецькою мовою «Туран»;
- 1912 — Перша у Бухарі газета таджицькою мовою «Бухороі Шаріф» («Священна Бухара»);
- 1912—1975 — Роки життя видатного композитора М.Ашрафі;
- 1914 — Відкриття магазину «Товариство мануфактурної торгівлі»;
- 1914—1916 — Великі селянські виступи в еміраті;
- 1917, 7 березня — Великий мітинг в Кагані у зв'язку з лютневою революцією.

### Бухара між І та ІІ Світовими війнами
- 1920, 28 серпня — початок боїв у Бухарі;
- 1920, 6-8 жовтня — більшовиками та їх прихильниками проголошено так звану Бухарську Народну Радянську Республіку;
- 1921, 4 березня — Підписання в Москві союзної та економічної угоди між РСФСР та БНСР;
- 1922 — Відкриття музичного училища;
- 1923, лютий — Створення російсько-бухарського державного товариства «Держбавовна»;
- 1923, 25 серпня — Виставка БНСР у Середньоазійському павільйоні у Москві;
- 1923, вересень — Перше кооперативне об'єднання кустарів Бухари «Бухарська будівельна артіль»;
- 1924, 19 вересня — Проголошення на П'ятому Всебухарському з'їзді Ради БНСР соціалістичної республіки;
- 1924, жовтень — Включення БНСР до складу утворених Узбецької, Туркменської, Таджицької РСР у зв'язку з національно-державним розмежуванням;
- 1925, 12 квітня — Рада у Москві між БНСР та «Севзапкіно» з питання організації російсько-бухарського кінотовариства;
- 1925, червень — Організація товариства «Геть неграмотність»;
- 1925 — Вихід на екрани фільму «Башти смерті», який знімався у Бухарі російсько-бухарським кінотоварситвом спільно з «Севзапкіно»;
- 1925 — Відкриття Старогородського жіночого клубу;
- 1926 — Відкриття інвалідного будинку;
- 1927—1930 — Введення в експлуатацію шовкомотальної та швейної фабрики, шкірзаводу;
- 1930 — Заснування першого вищого навчального закладу — Педагогічного інституту;
- 1931 — План розвитку комунального господарства Бухари. Початок будівництва кількох 2-поверхових 28-квартирних будинків;
- 1935 — Введення в експлуатацію Центральної електростанції;
- 1935 — Відміна карткової системи;
- 1937, грудень — Вибори до Верховної Ради СРСР, у яких взяли участь 95,9 % виборців Бухари;
- 1938 — Перший номер газети «Бухоро хакікати» («Бухарська правда»);
- 1939 — Вибори до міської ради в яких взяли участь 95,5 % виборців
- 1942, листопад — Бухара прийняла і розселила 9327 евакуйованих чоловік;
- 1942 — Внесок колективів промислових підприємств у фонд оборони, у фонд танкової колони 200 тисяч рублів;
- 1945 — Учні та вчителі передали 225 тисяч рублів на будівництво бойового літака «Бухарський школяр».

### Бухара від завершення ІІ Світової війни до проголошення незалежності Узбекистану
- 1948 — Рух за підвищення якості продукції;
- 1950 — Побудова 16-ти км водопровідної мережі;
- 1954, 10 березня — мітинг молоді міста з якого 130 юнаків та дівчат виїхали на освоєння цілинних земель;
- 1955, вересень — Конференція раціоналізаторів та винахідників;
- 1955 — Організація Бухарського відділння союзу письменників Узбекистану;
- 1956 — Початок будівництва міського озера;
- 1957 — Перший випуск газети Державного педагогічного інституту «За передову науку» («Ілгор фан учун»);
- 1957, серпень-вересень — Рішення виконкомів обласної та Бухарської міської Рад про розвиток житлового будівництва на 1959—1960 рр.;
- 1958, 5 листопада — початок газифікації Бухари;
- 1959 — Поява перших продовольчих магазинів самообслуговування;
- 1959 — Відкриття першого народного університету культури, слухачами якого було 200 робітників та службовців;
- 1959, грудень — Зустріч з учасниками тижня таджицької літератури та мистецтва в Узбекистані;
- 1967 — Початок систематичного розвитку туристичної галузі у Бухарі;
- 1967, серпень — Перебування у Бухарі учасників декади індійської культури;
- 1970 — Відкриття Будинку зв'язку;
- 1970 — Завершення будівництва Будинку Рад;
- 1970 — Здача в експлуатацію нового комплексу будівель педінституту;
- 1970, травень — Будівництво торговельного центру «Бахт»;
- 1971, жовтень — Початок будівництва Бухарського бавовняного комбінату;
- 1972 — Завершення будівництва першої черги харкурського водогону;
- 1973 — Перша черга текстильного комбінату потужністю 253 тисячі прядильних веретен та 1600 верстатів;
- 1974, 10 січня — Мітинг текстильників у зв'язку з пуском в експлуатацію черги бавовняного комбінату;
- 1974 — Бавовноочисний завод з випуску та переробки бавовни-волокна вийшов на перше місце в СРСР;
- 1974, грудень — Республіканський конкурс любительських фільмів;
- 1974 — Введення в експлуатацію комфортабельного готелю «Інтурист» на 378 номерів;
- 1975 — Відкриття бюро подорожей та екскурсій;
- 1975 — Відкриття технікуму культури;
- 1976 — Відкриття готелю «Зарафшан» на 400 місць;
- 1976, квітень — Землетрус у Бухарі;
- 1976—1977 — У ході ліквідації наслідків землетрусу місто отримало 288 квартир від ферганських будівельників, 484 від андижанських, 220 від ташкентських;
- 1977, 31 серпня — Відкриття в Бухарі технолгічного інституту харчової та легкої промисловості;
- 1978, 1 червня — Перший номер багатотиражки «Текстильник Бухари»;
- 1978 — Відкриття Палацу культури ім. Абу Алі ібн Сіни;
- 1979 — відкриття Бухарської народної філармонії;
- 1979, грудень — Відкриття іподрому;
- 1979 — Готель «Гулістан» на 315 місць;
- 1980 — Завершення будівництва одного з найбільших східних базарів;
- 1980 — Святкування 1000-ліття ібн Сіни (Авіцени);
- 1980 — Прямий рейс Ту-154 Бухара-Москва;
- 1980,травень — випуск першої продукції хлібокомбінату;
- 1981, березень — Перші 22 тонни пряжі другої прядильної фабрики текстильного комбінату;
- 1982 — Відкриття дитячого лялькового театру;
- 1982, серпень — відкриття нового колгоспного ринку;
- 1983, березень — введення в експлуатацію Другої ткацької фабрики на текстильному комбінаті;
- 1984, квітень — Землетрус у Бухарі;
- 1984 — Введення в експлуатацію водогону Кую-Мазар — Бухара, довжиною 30 км;
- 1984 — Створення при науково-методичному центрі любительської кіностудії «Сітора»;
- 1985 — Завершення будівництва водоочисних споруд Шахрудського вузла;
- 1985 — Створення міського культурно-спортивного комплексу;
- 1986, травень — Студенти інженерно-педагогічного факультету держпедінституту вирішили долучитись до ліквідації наслідків аварії на Чорнобильській АЕС;
- 1986 — Створення спецавтогосподарства на 250 автомашин;
- 1986 — Відкриття нового корпусу ниркового санаторію;
- 1986 — Відкриття Будинку знань;
- 1986 — Здача в експлуатацію Будинку радіо;
- 1986 — Здача в експлуатацію поліклініки на 350 відвідувань у зміну;
- 1986, грудень — Початок тролейбусного руху в Бухарі;
- 1987 — Введення в експлуатацію нової взуттєвої фабрики;
- 1987, серпень — Відкриття культурно-спортивно побутового комплексу;
- 1987 — Відкриття центрального універмагу;
- 1988, 11 грудня — Бухарці надали допомогу населенню Вірменії, яке потерпіло від землетрусу;
- 1989, січень — Бухарці надали допомогу мешканцям Таджикистану, яке потерпіло від землетрусу;
- 1989, квітень — Фестиваль дружби з Туркменською РСР;
- 1989, 24 серпня — Відкриття меморіалу на честь військових, які загинули в Афганістані;
- 1989 — Організація в Бухарі наукового центру інституту сходознавства Академії наук Узбекистану;
- 1989 — Відкриття медичного інституту;
- 1990 — Відкриття аспіратнтури у Бухарському держпедінституті;
- 1990 — Організація таджицького культурного центру.

### У незалежному Узбекистані
- 1991, квітень — Дні пам'яті великого поета Навої у Бухарі;
- 1993, травень — Організація спільного підприємства «Бухороі-шариф електронік корпорейшн» з корейською фірмою «Голдстар» з виробництва телевізорів;
- січень 1995 — Новий паспорт громадянина Узбекистану з номером 0000001 вручено Герою СРСР Азіму Рахімову;
- 5 липня 1995 — В бухарі відкрито перший супермаркет;
- листопад 1995 — у Бухарі запроваджено мобільний зв'язок;
- січень 1996 — Постанова КМ Республіки Узбекистан «Про підготовку до святкування 2500-річчя м. Бухари».[7]

## Економіка
Легка (каракулевий, бавовноочисний заводи, бавовняний комбінат та ін.) та харчова промисловість. 2 виші, театр.

## Транспорт
У місті діє аеропорт звідки здійснюються регулярні рейси до Ташкента та Фергани а також до російських міст Москва та Санкт-Петербург. Бухара має регулярне залізничне сполучення із столицею Узбекистану Ташкентом.

## Пам'ятки архітектури
Історичний центр Бухари включено до Списку світової спадщини ЮНЕСКО.

### Укріплення
| Фото | Назва              | Координати                                                                  | Час побудови               | Опис |
| ---- | ------------------ | --------------------------------------------------------------------------- | -------------------------- | --- |
|      | Арк                | 39°46′40″ пн. ш. 64°24′39″ сх. д. / 39.77778° пн. ш. 64.41083° сх. д.       | XVII — початок XX сторіччя | Міська цитадель та оселя Бухарських емірів. Більшість будівель, що збереглися, відносяться до XIX—XX століть (коронаційний зал з колонними айванами, двір кушбегі, зал барабанщиків і музикантів, емірські стайні та приміщення деяких канцелярій). Дещо старіші джума-мечеть (XVII століття) і вхідна Регістанська брама (можливо XVI століття). Більшість Арка є археологічним заповідником. |
|      | Міські мури Бухари | 39°46′43″ пн. ш. 64°23′50″ сх. д. / 39.77861° пн. ш. 64.39722° сх. д.       | XVI сторіччя               | Збереглися два великі фрагменти зовнішніх фортечних мурів середньовічної Бухари. Перший, з брамою Таліпач, розташований у північно-західній частині міста в районі парку Саманідів, другий, з брамою Каракуль — у південно-західній частині в районі вулиці Мухаммада Ікбола. Мури з пахсової цегли заввишки 10 і завтовшки 5 м із зубчастим парапетом.                                        |
|      | Брама Таліпоч      | 39°46′43.5″ пн. ш. 64°23′51.1″ сх. д. / 39.778750° пн. ш. 64.397528° сх. д. | XVI сторіччя               | Одна з двох брам Бухари, що дійшли до нашого часу. |

### Архітектурні ансамблі та комплекси
| Фото | Назва                         | Координати                                                                  | Час побудови           | Опис |
| ---- | ----------------------------- | --------------------------------------------------------------------------- | ---------------------- | --- |
|      | Мавзолей Бахауддіна Накшбанда | 39°48′9″ пн. ш. 64°32′11″ сх. д. / 39.80250° пн. ш. 64.53639° сх. д.        | XVI—XIX сторіччя       | Культово-меморіальний ансамбль у заміській зоні Бухари, у селищі Касрі-Аріфон. Його ядром є мазар суфія Бахауддіна Накшбанда. До складу комплексу входять ханака (1544/1545), медресе (XVII століття), жіноча мечеть (1711) з мінаретом (1720) та чоловіча мечеть (XIX століття). На задньому дворі комплексу знаходиться некрополь ханів та емірів Бухари. |
|      | Лябі-хауз                     | 39°46′23.3″ пн. ш. 64°25′12.9″ сх. д. / 39.773139° пн. ш. 64.420250° сх. д. | XVI—XVII сторіччя      | Ансамбль однієї з центральних площ старої Бухари, містить медресе Кукельдаш (1568/1569), ханаку Диван-Беги (1619/1620) і медресе Диван-Беги (1622), згруповані навколо хауза (1620). У 1979 році в невеликому сквері перед медресе Диван-Беги було встановлено пам'ятник Ходжі Насреддіну роботи скульптора Якова Шапіро та архітектора Костянтина Крюкова, який став невід'ємною частиною ансамблю. |
|      | Пої-Калян                     | 39°46′33.7″ пн. ш. 64°24′54.6″ сх. д. / 39.776028° пн. ш. 64.415167° сх. д. | XII—XVI сторіччя       | Центральний ансамбль Бухари, формування якого розпочалося у XII столітті. Містить мечеть Калян, яку будували ще Тимуриди, а завершували Шейбаніди, медресе Мірі-Араб (перша половина XVI століття), і мінарет Калян (1127) - одна з найстаріших будівель міста. До ансамблю з півдня примикає медресе Алім-хана, останнього еміра Бухари (початок XX століття). |
|      | Чор-Бакр                      | 39°46′28″ пн. ш. 64°20′4″ сх. д. / 39.77444° пн. ш. 64.33444° сх. д.        | XVI—XX сторіччя        | Некрополь шейхів Джуїбарі, розташований у західній приміській зоні Бухари, у кишлаку Сумітан. Головний архітектурний комплекс, що містить мечеть, медресе та ханаку, був збудований у 1560—1563 роках. Декілька століть некрополь розростався. У ньому з'явилися доріжки-вулиці та обгороджені дворики з воротами-дарвазами, заповнені фамільними дахмами та надгробками, завдяки чому Чор-Бакр отримав неофіційну назву «Місто мертвих». У XX столітті на головній осі основного комплексу було збудовано невеликий мінарет, що повторює в мініатюрі мінарет Калян. |
|      | Ансамбль Ходжа-Гаукушан       | 39°46′20.7″ пн. ш. 64°24′57.5″ сх. д. / 39.772417° пн. ш. 64.415972° сх. д. | 2-а половина XVI ст.   | Архітектурний комплекс, зведений на місці колишньої скотобійні (гаукушан - вбиває биків). Найстарішою його спорудою є медресе Гаукушан (1570). Воно побудоване на роздоріжжі доріг, через що має незвичайну трапецієподібну форму. В 1598 навпроти медресе, на протилежному березі древнього каналу Шахруд, була зведена п'ятнична мечеть Ходжа. До 2-ї половини XVI століття відносять і Ходжа Калон (мінарет), що є у складі комплексу. Це другий за величиною мінарет у Бухарі, який відтворює у менших розмірах мінарет Калян.                                   |
|      | Комплекс Халіфа Худоїдод      | 39°46′08″ пн. ш. 64°24′00″ сх. д. / 39.76889° пн. ш. 64.40000° сх. д.       | 2-а половина XVIII ст. | Комплекс складається з ханаки, невеликого медресе на 40 худжр, сардоби та прибудови для омивання (тахоратхона). |
|      | Комплекс Ходжа-Заїнутдін      | 39°46′30″ пн. ш. 64°24′44″ сх. д. / 39.77500° пн. ш. 64.41222° сх. д.       | 1-а половина XVI ст.   | Комплекс складається з ханаки-мечеті та хауза, який вважається найдавнішим на території Бухари. У західній ніші будівлі знаходиться мазар Ходжа-Турк, імовірно місце упокою Ходжі-Заїнутдіна |
|      | Комплекс Боло-хауз            | 39°46′39.6″ пн. ш. 64°24′28.5″ сх. д. / 39.777667° пн. ш. 64.407917° сх. д. | 1712—1917              | Джума-мечеть с мінаретом та хаузом. Мечеть і хауз споруджено у 1712 році, мінарет зведений у 1917 році будівничим Ширином Мурадовим. |

### Мавзолеї
| Фото | Назва                        | Координати                                                                 | Час побудови         | Опис |
| ---- | ---------------------------- | -------------------------------------------------------------------------- | -------------------- | --- |
|      | Мавзолей Саманідів           | 39°46′37.2″ пн. ш. 64°24′02″ сх. д. / 39.777000° пн. ш. 64.40056° сх. д.   | межа IX—X ст.        | Найдавніша архітектурна пам'ятка на території Бухари та перша в середньоазійській архітектурі будівля із паленої цегли. Цегла використана як конструктивний та декороутворюючий матеріал. У мавзолеї три поховання, одне з яких належить Ахмаду ібн Ісмаїлу, сину Ісмаїла Самані, а два інших не ідентифіковані. |
|      | Мавзолей Буян-Кулі-хана      | 39°46′0.4″ пн. ш. 64°26′40.6″ сх. д. / 39.766778° пн. ш. 64.444611° сх. д. | близько 1358 року    | Мавзолей монгольського хана Буян-Кулі (пом. в 1358), колись частина суфійського комплексу - ханакі Фатхабад, що існував у XIII-XVIII століттях. Будівля портально-купольної композиції, що складається із зіаратхани та гурхани з вузьким обвідним коридором. Це один із ранніх прикладів двокамерного мавзолею. |
|      | Мавзолей Саїф ад-Дін Бохарзі | 39°46′00″ пн. ш. 64°26′41.4″ сх. д. / 39.76667° пн. ш. 64.444833° сх. д.   | 2-а половина XIV ст. | Мавзолей богослова та містика Сайф ад-Діна Бохарзі. Двокамерна (зіаратхана та гурхана) будівля з двома овоїдальними куполами та монументальним порталом (портал прибудований у XV або XVI столітті). Колись частина найбільшого суфійського комплексу — ханаки Фатхабад. Сайф ад-Діна Бохарзі - один з шедеврів різьблення по дереву середньовічного Сходу.                                                                                                   |
|      | Мавзолей Чашма-Аюб           | 39°46′42″ пн. ш. 64°24′08.2″ сх. д. / 39.77833° пн. ш. 64.402278° сх. д.   | 1380 рік             | Меморіально-культова будівля над легендарною криницею (чашмою) пророка Айюба (у християнстві — Йова). Це чотири приміщення, кожне з яких увінчане куполом. В одному з приміщень знаходиться колодязь, в іншому — кілька неідентифікованих поховань. Напис над входом стверджує, що будівля була збудована в 1379/1380 році, проте сама криниця значно давніша. Є відомості, що перший мазар над чашею Аюба був побудований ще в XII столітті, за Караханідів. |

### Медресе та ханаки
| Фото | Назва                                      | Координати                                                                  | Час побудови                             | Опис |
| ---- | ------------------------------------------ | --------------------------------------------------------------------------- | ---------------------------------------- | --- |
|      | Кош-медресе                                | 39°46′28.6″ пн. ш. 64°24′19.5″ сх. д. / 39.774611° пн. ш. 64.405417° сх. д. | 2-а половина XVI ст.                     | Ансамбль із двох медресе був побудований у прийомі «кош» бухарським ханом Абдуллою II. Перша за часом споруда - медресе Модарі-хан (1566/1567) - правитель Бухари присвятив своїй матері (модарі хан - дослівно мати хана). Це невелика двоповерхова медресе з двоаїванним двором. Головний фасад має помітний скіс, через що будівля в плані має трапецієподібну форму. Друге медресе - медресе Абдуллахана - Було побудовано в 1588-1590 роках. Воно має вельми значні розміри та оригінальну організацію приміщень навколо чотириаїванного двору: по головному фасаду будівлі, перед мечеттю та дарсханою, є додатковий ряд худжр, що, поєднуючись в кутах з восьмигранними кімнатами, утворюють самостійні блоки. Цікавою є і західна група приміщень, що утворюють октогональний зал. |
|      | Медресе Улугбека та медресе Абдулазіз-хана | 39°46′35.1″ пн. ш. 64°25′03.2″ сх. д. / 39.776417° пн. ш. 64.417556° сх. д. | 1417 рік, 1652 рік                       | Комплекс із двох різночасних будівель, зведених у прийомі «кош». Медресе Улугбека побудовано 1417 року архітектором Ісмаїлом Ісфахані. Двоаїванний двір з двома поверхами худжр, дарсханою та мечеттю. Початковий декор був дуже скромним. Майолікове облицювання з'явилося тільки в 1585 році. Пам'ятник відрізняє рівновагу форм та суворість пропорцій. Саме медресе Улугбека в Бухарі стало зразком для пізніших медресе по всій Середній Азії. Медресе Абдулазіз-хана - останнє за часом спорудження монументальне медресе в Бухарі (1652). Зодчий Мухаммед Саліх, майстри декору Мім Хакан та Мухаммед Амін. Двоповерхова будова з чотириаїванним двором. У кутках головного фасаду дарсхани, у глибині двору на центральній осі – мечеть. Медресе було відносно упорядковане: була примітивна система каналізації та каміни для опалення. У декорі вперше використано жовту фарбу. Крім традиційних рослинних та орнаментальних візерунків в оформленні фасадів можна зустріти зображення китайських драконів та птиці щастя Сімург. |
|      | Медресе Мірі-Араб                          | 39°46′34″ пн. ш. 64°24′56.9″ сх. д. / 39.77611° пн. ш. 64.415806° сх. д.    | 1-а половина XVI ст.                     | Частина комплексу Пої Калян. Побудовано шейхом Саїдом Абдуллою аль-Йамані за фінансової підтримки хана Убайдулли. Складає «кош» з мечеттю Калян. Чотирхаїванний двір оточений двома поверхами худжр. Кутові приміщення головного фасаду обладнані під мечеть та гурхану та увінчані подвійними куполами, покритими бірюзовою плиткою. У східних кутах медресе - дарсхани. З внутрішнього оздоблення особливо цікава гурхана. Медресе діюча. |
|      | Медресе Мулло Турсунжон                    | 39°46′26.5″ пн. ш. 64°24′45.4″ сх. д. / 39.774028° пн. ш. 64.412611° сх. д. | XVI ст.                                  | «Типове» бухарське медресе часів правління Шейбанідів. Примітно, хіба що своїми розмірами і тим, що в епоху свого розквіту входило до п'ятірки найпрестижніших навчальних закладів Бухари. Масивна двоповерхова будова із залишками декору на головному фасаді. |
|      | Медресе Кукельдаш                          | 39°46′26.2″ пн. ш. 64°25′15.5″ сх. д. / 39.773944° пн. ш. 64.420972° сх. д. | 1568/1569 рік                            | Частина ансамблю Лябі-хауз. Побудовано царедворцем та меценатом Нізамом Кульбабою кукельдашем. Це найбільша медресе Бухари. Його розмір 86х69 м. 160 худжр згруповано на два поверхи навколо двоаїванного двору. Внутрішня мечеть та дарсхана розташовані у кутах головного фасаду. У кутах заднього фасаду замість дарсхан влаштовані восьмигранні вестибюлі, навколо яких групуються радіально розташовані худжри. Незвичайне рішення бічних фасадів: частина худжр другого ярусу мають лоджії, що виходять на вулицю. Зовнішній декор будівлі скромний, але в інтер'єрах привертають увагу складні сітчасто-зіркові плафони. Цікаві настінні картини в дарсхані, написані в 1930-х роках у стилі соцреалізму. Медресе Кукельдаш відомо тим, що в ньому навчався письменник Садріддін Айні, про що нагадує меморіальна дошка у ніші вхідного порталу. |
|      | Ханака Диван-Беги                          | 39°46′23.2″ пн. ш. 64°25′10.8″ сх. д. / 39.773111° пн. ш. 64.419667° сх. д. | 1619—1620 роки                           | Частина ансамблю Лябі-хауз. Побудована візиром Імамкулі-хана Надіром диван-беги для суфійської громади шейха Ходжі джуйбарського Ходжі Хашима. Попри невеликі розміри, будівля виглядає масивною внаслідок сильно витягнутого вгору вузького порталу головного фасаду. Центральна зала ханаки висока, майже готична, з прекрасною акустикою. Навколо зали на два поверхи згруповано худжри та підсобні приміщення. |
|      | Медресе Диван-Беги                         | 39°46′23.6″ пн. ш. 64°25′17.7″ сх. д. / 39.773222° пн. ш. 64.421583° сх. д. | 1622—1623 роки                           | Частина ансамблю Лябі-хауз. Спочатку було збудовано Надиром диван-беги як караван-сарай, але майже відразу перероблено на медресе. З цієї причини у будівлі відсутні традиційний міон-сарай (вестибюль), дарсхани та внутрішня мечеть. Натомість зберігся характерний для караван-сараїв додатковий проїзд на задній двір, який призначався для в'ючної худоби. Особливий інтерес представляє мозаїчне оформлення пештака: крім традиційних рослинних, геометричних та епіграфічних візерунків на його тимпані зображені птахи щастя Симург. |
|      | Медресе Валідаї Абдулазіз-хана             | 39°45′57.3″ пн. ш. 64°24′13.3″ сх. д. / 39.765917° пн. ш. 64.403694° сх. д. | 2-а половина XVI — 2-а половина XVII ст. | Імовірно, побудовано матір'ю хана Абдулли II як мечеть. У правління Абдулазіз-хана будинок був пристосований під медресе шляхом прибудови додаткових приміщень, призначених для проживання студентів. Це поєднання гузарної мечеті та навчального закладу виділяє медресе Валідаї на тлі інших історичних будівель Бухари. |
|      | Медресе Джуїборій Калон                    | 39°46′00″ пн. ш. 64°24′12.6″ сх. д. / 39.76667° пн. ш. 64.403500° сх. д.    | XVII ст                                  | Одноповерхове медресе, побудоване на березі великого хауза (Хаузі-нау). Згідно з вакуфною грамотою XVII століття жертвувальницею вакфа (земельного наділу) під будівництво навчального закладу була Ой-пошшо-бібі, сліпа дочка шейха джуйбарського Абдурахіма Ходжі. Вважається, що медресе було жіночим. |
|      | Медресе Гозієн                             | 39°46′12.3″ пн. ш. 64°24′48.9″ сх. д. / 39.770083° пн. ш. 64.413583° сх. д. | XVI ст.                                  | Стародавнє одноповерхове медресе, що в XIX столітті було частиною великого ісламського освітнього центру. Цей центр складався з навчального корпусу — медресе Мулло Мухаммад-Шаріф — і двох студентських гуртожитків — Гозіон Калон та Гозіон-хурд. Медресе Гозіон — гуртожиток Гозіон Калон, єдиний будинок освітнього центру, що зберігся до наших днів. |
|      | Файзабад-ханака                            | 39°46′45.7″ пн. ш. 64°26′17″ сх. д. / 39.779361° пн. ш. 64.43806° сх. д.    | 1598—1599 роки                           | Побудована суфієм Мавлоно Поянда-Мухаммад Ахсі Файзободі в передмісті старої Бухари, біля Файзабад. Спочатку називалася "Шохі Ахсі". Будівля з центральним купольним залом і групою худжр, обведена з трьох сторін відкритою арково-купольною галереєю. Головний фасад має триступінчасту будову: арки галереї переходять у двоярусні ніші, а потім у склепінний портал. В інтер'єрі особливо примітне оформлення купола головного залу. |
|      | Медресе Халіфа Ніязкул (Чор-Мінор)         | 39°46′29.2″ пн. ш. 64°25′38.7″ сх. д. / 39.774778° пн. ш. 64.427417° сх. д. | 1807 рік                                 | Медресе, що частково збереглося, побудоване на кошти туркменського купця Халіфа Ніязкула. Частина двору, обнесена з двох сторін одноповерховими худжрами, аїван літньої мечеті, басейн-хауз і прибрамна споруда - чартак або дарвазахана - центрична чотириаркова будова з куполом, над кутовими підвалинами якого височіють чотири вежі-мінарети, увінчані блакитними банями. |

### Мечеті
| Фото | Назва                         | Координати                                                                  | Час побудови                       | Опис |
| ---- | ----------------------------- | --------------------------------------------------------------------------- | ---------------------------------- | --- |
|      | Мечеть Калян та мінарет Калян | 39°46′33.4″ пн. ш. 64°24′51″ сх. д. / 39.775944° пн. ш. 64.41417° сх. д.    | завершена в 1514 році              | Частина ансамблю Пої-Калян. Мінарет Калян – головний символ Бухари та її архітектурна домінанта. Побудований із паленої цеглини Усто Бако на замовлення караханідського правителя Арслан-хана. Висота – 46,5 м, діаметр у цоколя – 9 м. Прикрашений 12 декоративними поясами геометричних та епіграфічних візерунків. Мечеть Калян - соборна мечеть Бухари площею 1 га, що вміщає від 10 до 12 тисяч віруючих. Її будівництво почалося в першій половині XV століття при Тимуридах, а завершилося в 1514 при шейбаніді султані Убайдуллі. Великий чотириаїванний двір оточений галереєю із 288 куполами на 208 цегляних колонах. Дуже висока головна будівля мечеті – максура – портально-купольної композиції. У написах на міхрабі збереглося ім'я майстра декору Баязіда Пурані. |
|      | Мечеть Боло-хауз              | 39°46′39.9″ пн. ш. 64°24′26.6″ сх. д. / 39.777750° пн. ш. 64.407389° сх. д. | 1712 — початок XX століття         | Частина ансамблю Боло-хауз. Друга за розміром після масджиді Калян п'ятнична мечеть Бухари. Складається з купольного будинку зимової мечеті (1712) та літнього аївану, прибудованого на початку XX століття. Аїван - найяскравіша частина мечеті. Його плоский дах підтримується 20 дерев'яними колонами з горіха, в'язу та тополі. Поперечні балки ділять стелю на кольорові прямокутні касети. |
|      | Мечеть Балянд                 | 39°46′16.4″ пн. ш. 64°24′17.1″ сх. д. / 39.771222° пн. ш. 64.404750° сх. д. | початок XVI століття, XIX століття | Мечеть Балянд («Висока») — найстаріша гузарна мечеть Бухари. Свою назву вона отримала через високий цоколь, на якому збудовано зимове приміщення з Г-подібним аїваном. Зимова мечеть датується початком XVI століття, аїван був побудований в XIX столітті замість старого, можливо, близького типу. В інтер'єрі примітна підвісна стеля - яскравий зразок теслярського та столярного мистецтва. |
|      | Мечеть Курпа                  | 39°46′25.3″ пн. ш. 64°25′00.2″ сх. д. / 39.773694° пн. ш. 64.416722° сх. д. | 1637 рік                           | Мечеть Курпа, або Магокі-Курпа («впадина біля базару ковдр») — одна із двох заглиблених мечетей Бухари. Побудована джуйбарським шейхом Ходжою Калоном. Двоярусна багатокупольна (по 12 куполів у кожному ярусі) прямокутна будова розміром 15x24 м. Нижній ярус, що є зимовою мечеттю, більш ніж наполовину знаходиться нижче за поверхню землі. На верхньому ярусі розташована літня мечеть. Її центральний купол височить над землею на 20 м. |
|      | Мечеть Магокі-Аттарі          | 39°46′23.5″ пн. ш. 64°25′06″ сх. д. / 39.773194° пн. ш. 64.41833° сх. д.    | XII—XIV століття                   | Ще одна заглиблена мечеть. Побудована на місці зороастрійського храму богині Місяця, звідси друга назва мечеті Мох. Кілька разів руйнувалася та відновлювалася. Будівля, що збереглася до нашого часу, відноситься до XVI століття. Шестиколонний багатокупольний інтер'єр мечеті не містить будь-якого декору. Лише в 1930-х роках радянські археологи на глибині 4,5 м виявили південний фасад, що зберігся з 12 століття, і є головною пам'яткою мечеті. У його оформленні застосовані фігурні цегляні кладки, різьблені цеглини та теракотові плитки. Цікаві підвалини портального склепіння - зімкнуті четвертні колони є пережитком гофр ранньосередньовічної архітектури. |
|      | Мечеть Намазгох               | 39°45′42″ пн. ш. 64°24′43.4″ сх. д. / 39.76167° пн. ш. 64.412056° сх. д.    | XII—XVI століття                   | Побудована 1119 року правителем Бухари Арслан-ханом у вигляді 38-метрової цегляної стіни з цоколем, настінною глухою аркатурою та нішою міхраба в центрі. У XVI столітті до стіни була прибудована арково-купольна галерея з порталом та павільйоноподібний мінбар. |

### Торгові бані
| Фото | Назва                | Координати                                                                  | Час побудови         | Опис |
| ---- | -------------------- | --------------------------------------------------------------------------- | -------------------- | --- |
|      | Токі Саррофон        | 39°46′20.8″ пн. ш. 64°25′07.2″ сх. д. / 39.772444° пн. ш. 64.418667° сх. д. | середина XVI ст.     | Токі Саррофон — купол обмінників. Розташовується на перетині двох доріг, що колись з'єднували Регістан з рабатом. Над перехрестям зведений високий купол на підпружних арках, що перетинаються, над прилеглими ділянками вхідних вулиць — перекриття з чотирьох арок, що перетинаються.                                                                                                  |
|      | Токі Заргаронс       | 39°46′35.1″ пн. ш. 64°24′59.8″ сх. д. / 39.776417° пн. ш. 64.416611° сх. д. | 1569/1570 рік        | Токі Заргарон - купол ювелірів. Перший і найбільший із критих базарів Бухари. Прямокутна будівля на перехресті двох вулиць. Центральний об'єм перекритий великим куполом на восьмигранному барабані, зовні прикритому шістнадцятигранною призмою зі світловими вікнами. Навколо розташовані лавки та майстерні, також перекриті невеликими куполами.                                     |
|      | Токі Тельпак-Фурушон | 39°46′26″ пн. ш. 64°25′02.2″ сх. д. / 39.77389° пн. ш. 64.417278° сх. д.    | 2-а половина XVI ст. | Токі Тельпак-Фурушон — купол торговців головними уборами. Збудований над рогом п'яти вулиць. Кожен вхід оформлений порталом. Колінчасті повороти дозволили будівельникам перейти до правильної шестигранної форми центрального об'єму, перекритого куполом з великими вікнами у його основі. Навколо головного купола розташовані маленькі куполи, зведені над проїздами та майстернями. |
|      | Тім Абдулла-хан      | 39°46′31.5″ пн. ш. 64°25′01.7″ сх. д. / 39.775417° пн. ш. 64.417139° сх. д. | 1577 рік             | Тім призначався для торгівлі шовковими тканинами. Це прямокутна в плані багатокупольна і багатостовпова будівля з єдиним входом. Центральна зала перекрита куполом на восьмигранній підставі. Навколо нього розміщуються лавки та взаємосполучені склепінчасті галереї. |

## Інші визначні пам'ятки
| Фото | Назва             | Координати                                                               | Час побудови                           | Опис |
| ---- | ----------------- | ------------------------------------------------------------------------ | -------------------------------------- | --- |
|      | Бухарський зиндан | 39°46′45.2″ пн. ш. 64°24′50″ сх. д. / 39.779222° пн. ш. 64.41389° сх. д. | кінець XVIII століття                  | В'язниця часів Бухарського емірату. Збудована з паленої цегли на височині на північний схід від Арка. Розрахована на одноразове утримання 40 ув'язнених. Усередині периметра потужних фортечних стін розташовані підземна темниця діаметром 5 і глибиною 6,5 метрів, клопова яма (карцер), кілька камер для боржників та невеликий двір для прогулянок. |
|      | Сітораї Мохі-хоса | 39°48′47″ пн. ш. 64°26′28.4″ сх. д. / 39.81306° пн. ш. 64.441222° сх. д. | остання чверть XIX століття — 1918 рік | Сітораї Мохі-хоса (палац, подібний до Місяця і Зірок) - заміський палац бухарських емірів. Є сумішшю європейського та бухарського стилів. У його будівництві брали участь кращі узбецькі майстри на чолі з усто Ширіном Мурадовим, а також російські інженери Ігнатій Романович Сакович і Маргуліс. Містить парадну в'їзну арку, внутрішній двір з галереями, головний корпус з оранжереєю перед відкритим басейном і гарем. Сітораї Мохі-хоса зведений на місці старого палацу, збудованого усто Ходжа-Хафізом, від якого збереглася тільки одна будівля. Головною перлиною палацового комплексу є Білий зал та приймальна еміра, багато прикрашені різьбленням та розписом по ганчу. |

## Культура
Музей художньої кераміки, історико-краєзнавчий музей та ін. Центр старовинних художніх ремесел.

## Населення
| Бухара: демографічний розвиток від 1989 до 2014 |         |         |         |         |
| 1989                                            | 1993    | 2009    | 2011    | 2014    |
| 223 934                                         | 236 000 | 263 400 | 267 000 | 272 500 |

## Спорт
У місті базується професійний футбольний клуб «Бухара», який виступає в узбецькій суперлізі. Клуб засновано у 1960 році. Найвищим досягненням клубу було 2 місце у чемпіонаті Узбекистану 1994 року.

## Видатні люди, що народилися чи жили в Бухарі

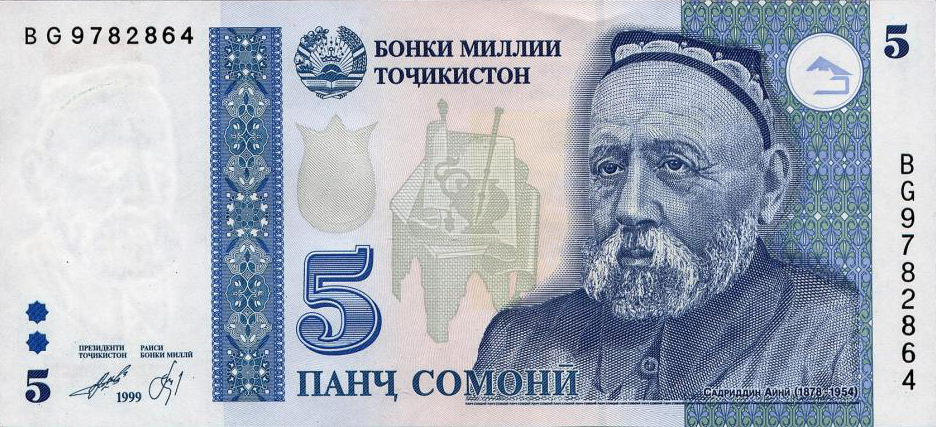
Айні Садріддін — узбецький та таджицький поет, засновник сучасної таджицької літератури

- Мухаммед аль-Бухарі (810—870‎) — мусульманський вчений-мухаддиса (збирач і дослідник хадисів), коментатор Корану
- Наср II Щасливець (906—943) — володар (емір) Саманідської держави у 914—943 роках
- Абд аль-Малік I (944—961) — саманідський правитель Хорасану і Мавераннахру (954—961), наступник свого батька Нуха ібн Hacpa.
- Айні Садріддін — узбецький та таджицький поет, засновник сучасної таджицької літератури
- Рудегі — перський поет IX століття
- Авіценна — вчений-енциклопедист, філософ, лікар, хімік, астроном, теолог, поет
- Сеїд Алім-хан (1880—1944) — останній емір Бухарського емірату, що правив до захоплення Бухари більшовиками 30 серпня 1920 року
- Ашрафі Мухтар Ашрафович (1912–1975) — узбецький композитор, диригент, народний артист СРСР (1951).

## Галерея

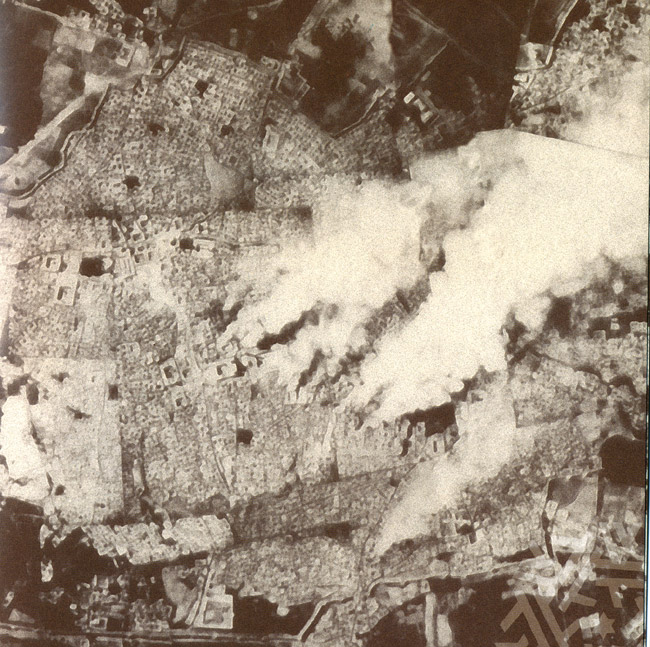
Штурм та спалення Бухари Червоною армією, 1 вересня 1920
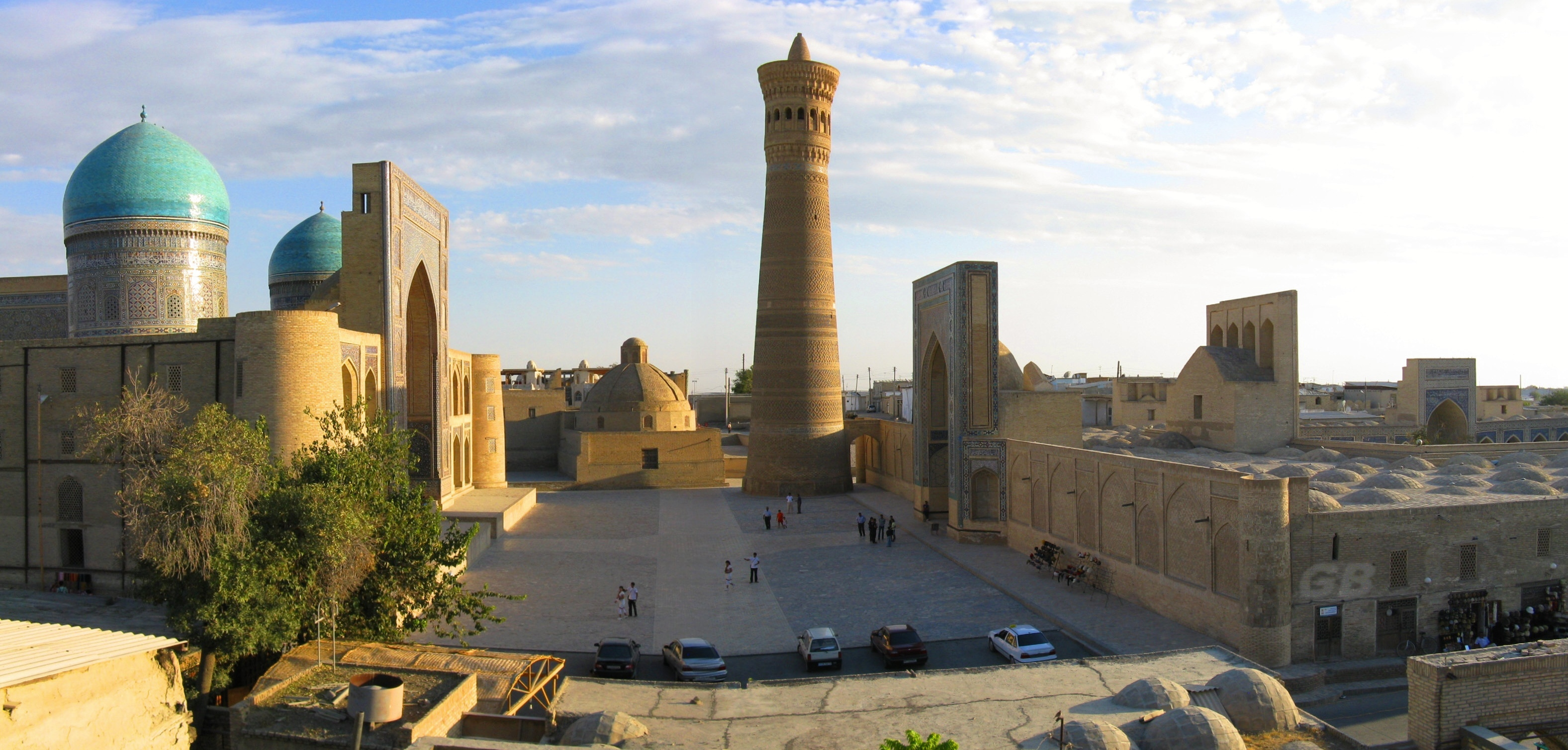
Мечеть Кок-Гумбаз
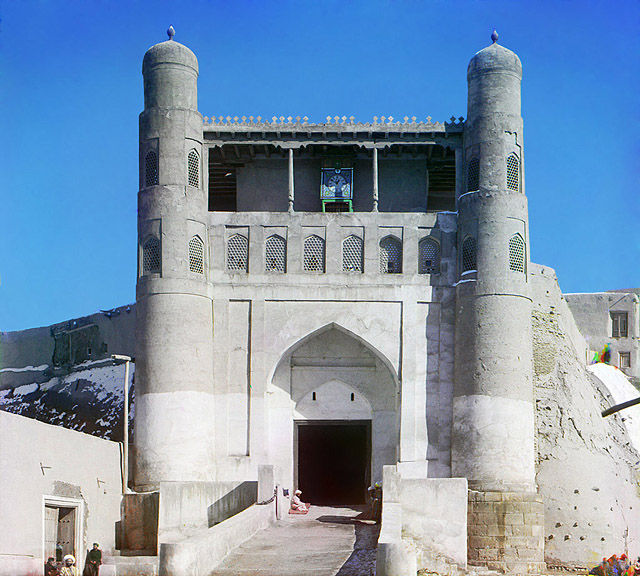
Вхід до фортеці
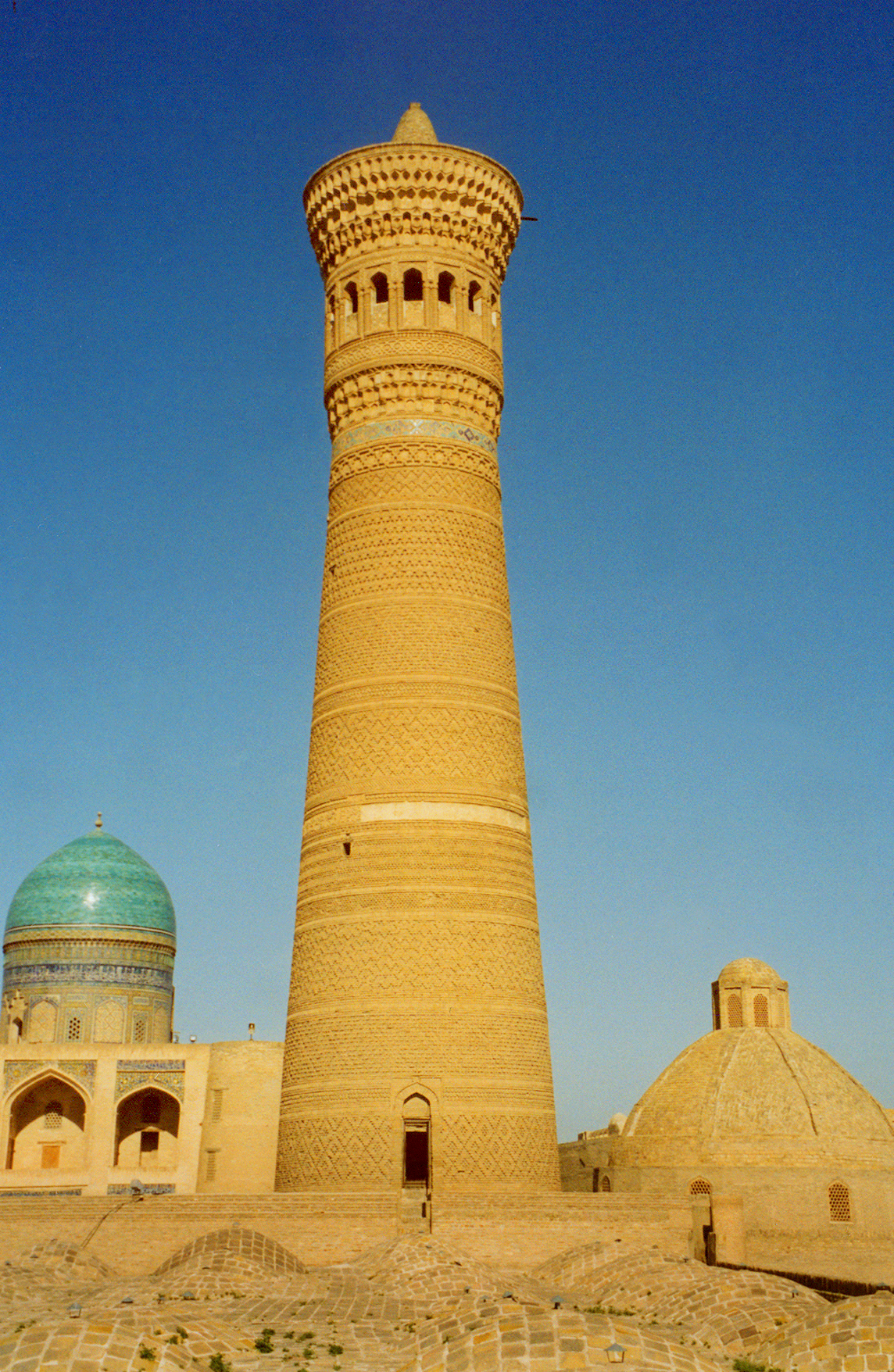
Великий мінарет
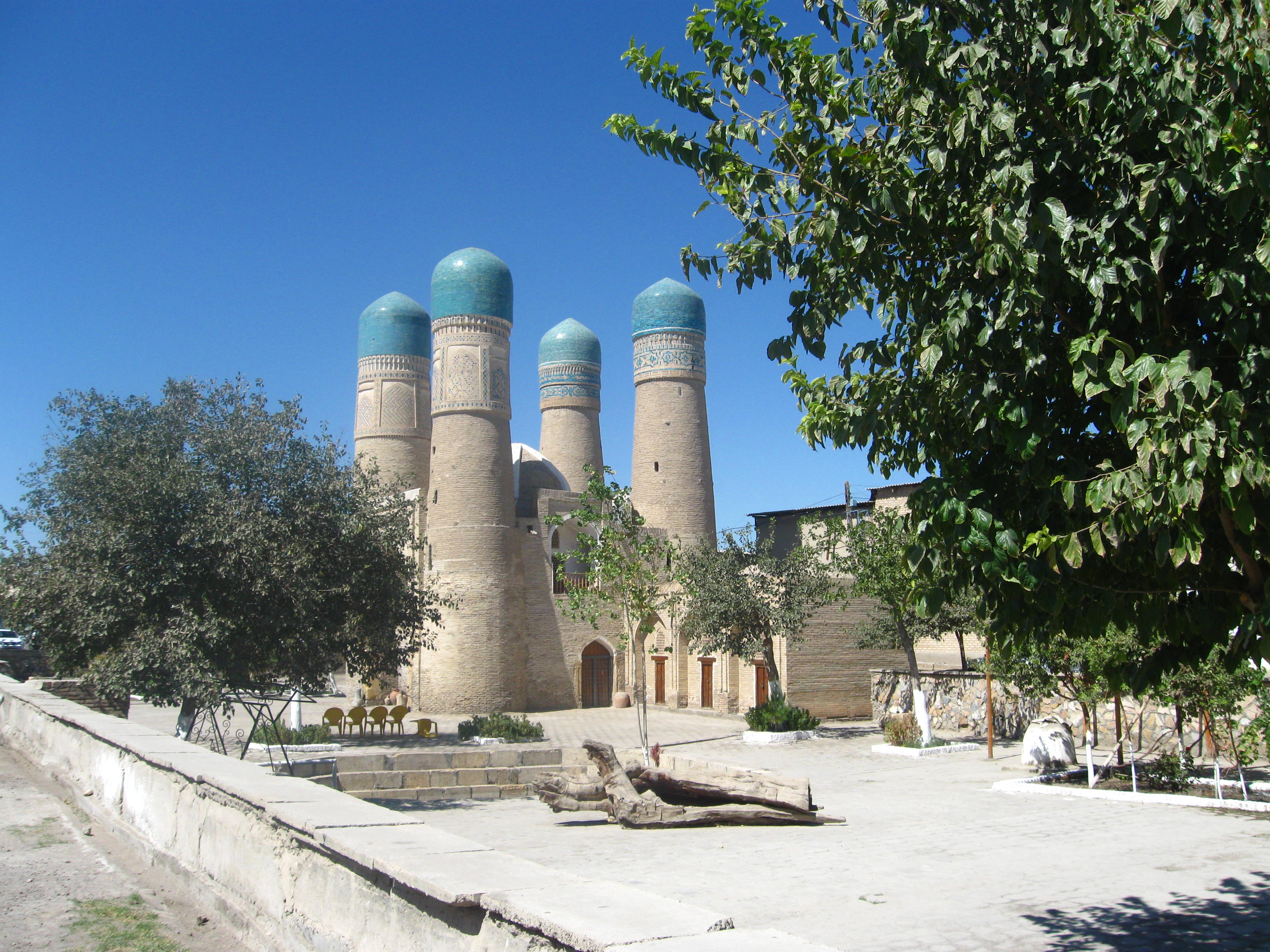
Чор-Мінор (Чотири мінарети), Бухара, 2011
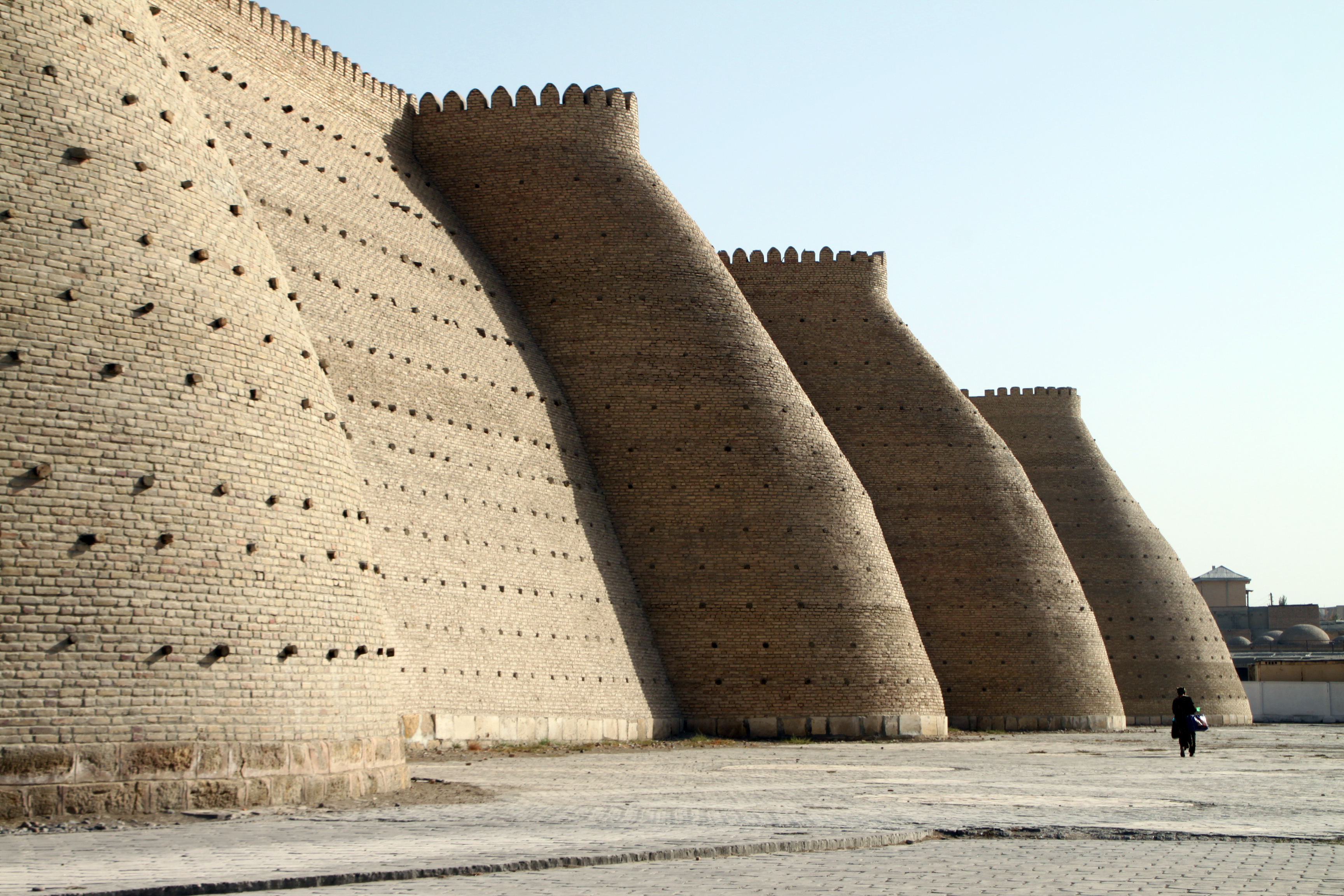
Стіна Бухарської фортеці
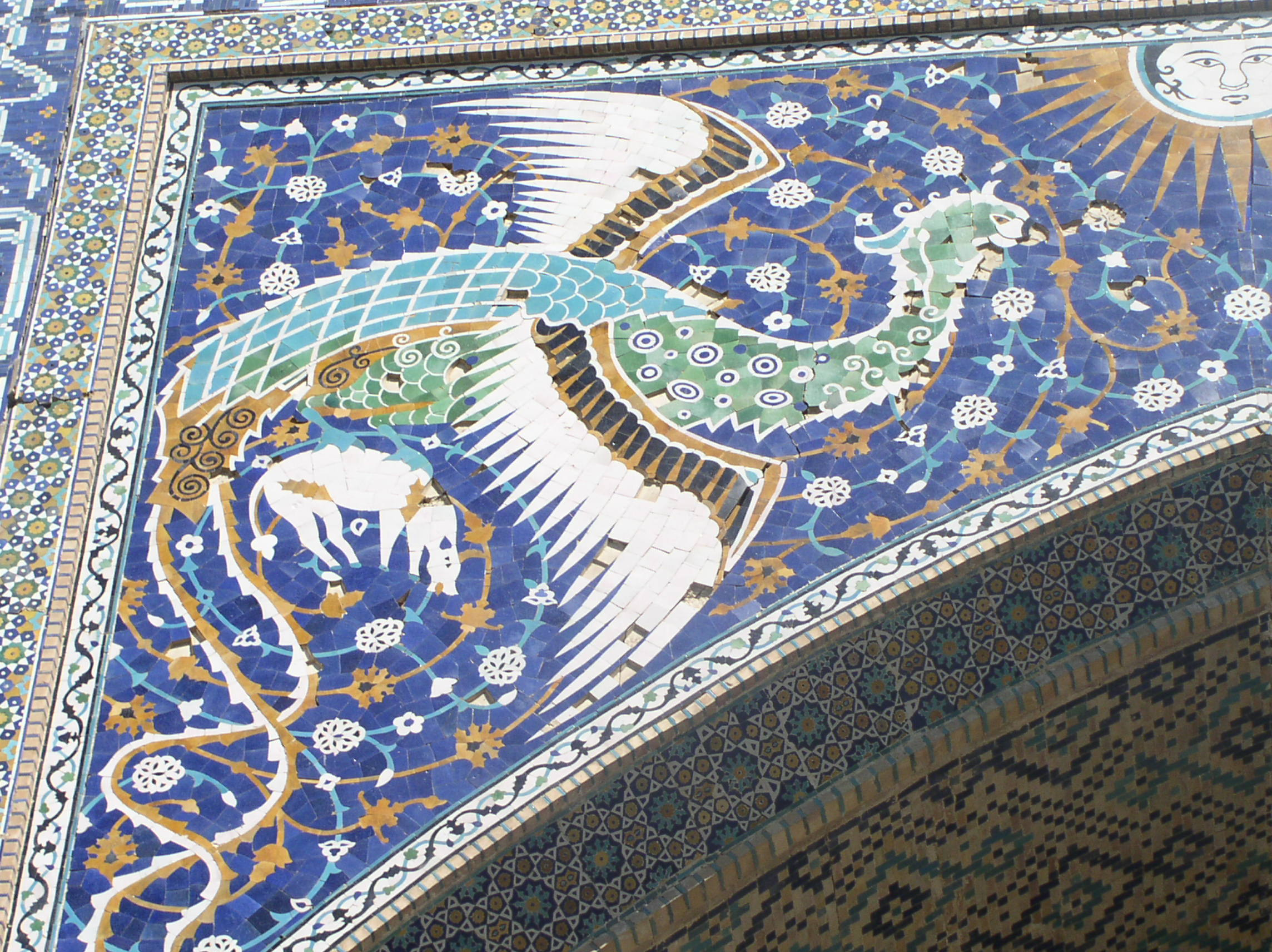
Фенікс, Надір Діван-Беґі медресе (частина комплексу Лаб-i Хауз)
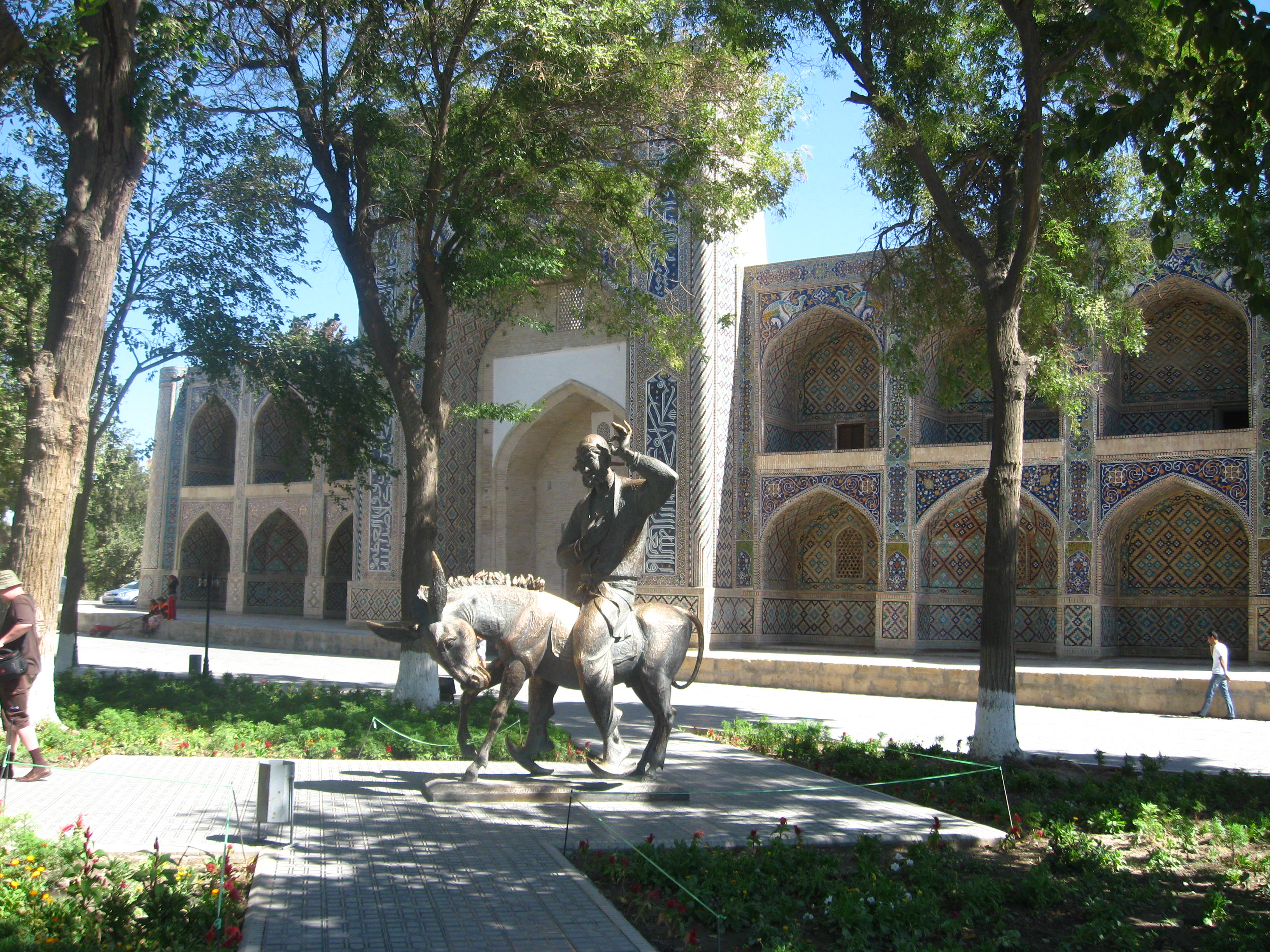
Насреддін Ходжа
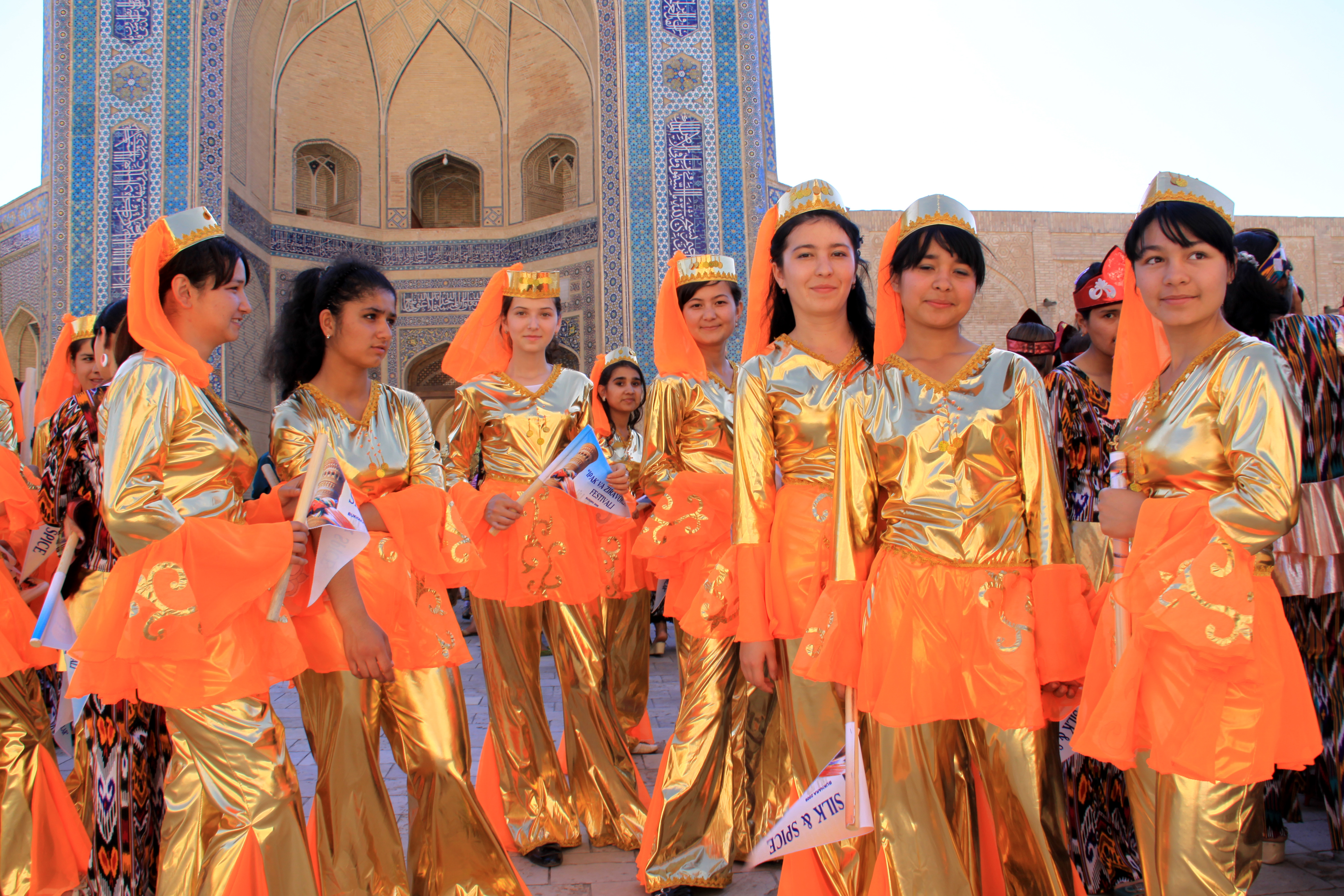
Фестиваль прянощів та шовку
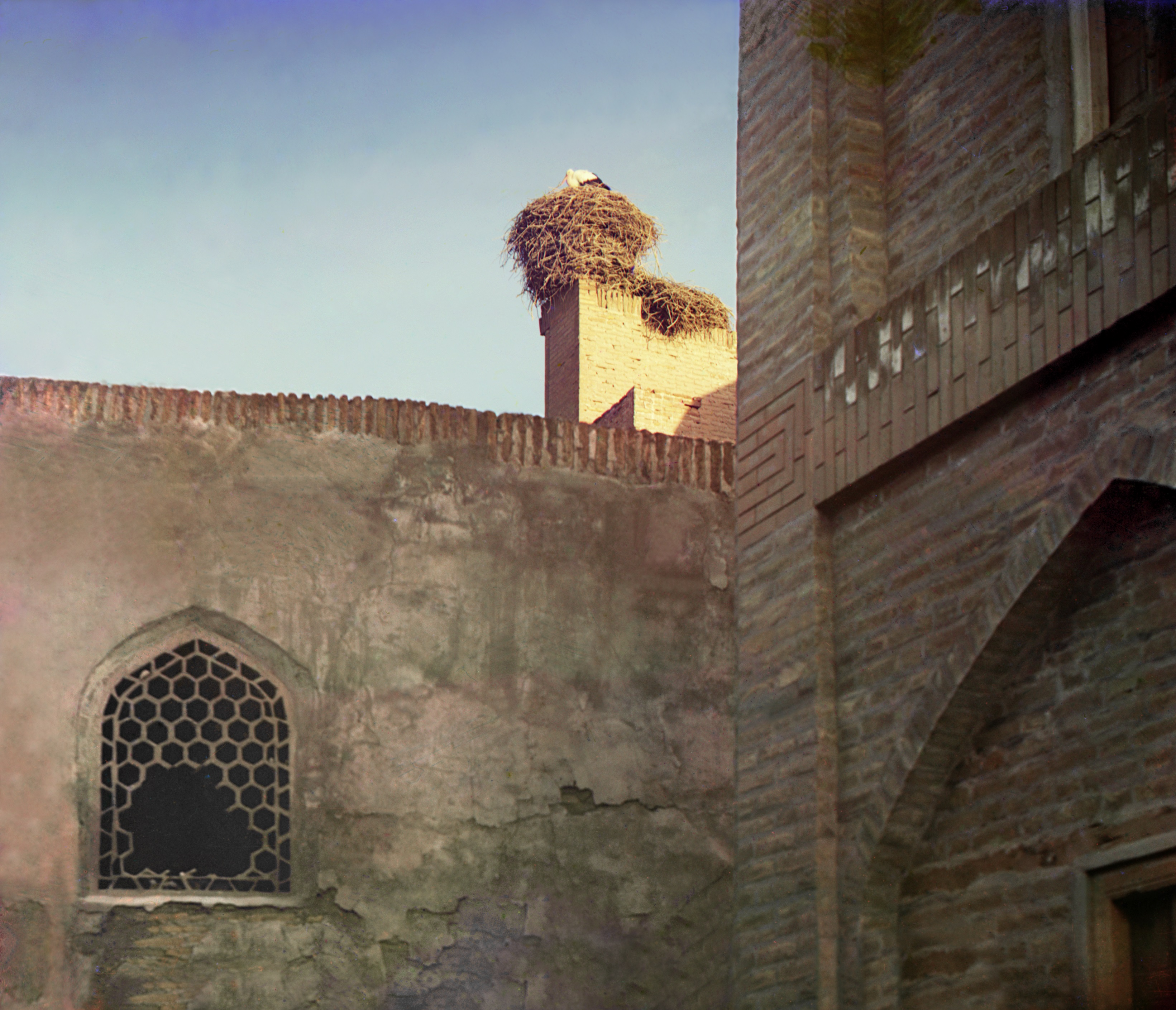
Гніздо лелеки на вершині стін палацу, до 1915 року, Прокудін-Горський
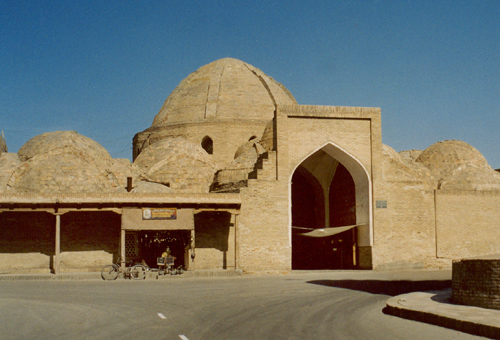
Заргарон, 16-те століття (фото 2003)
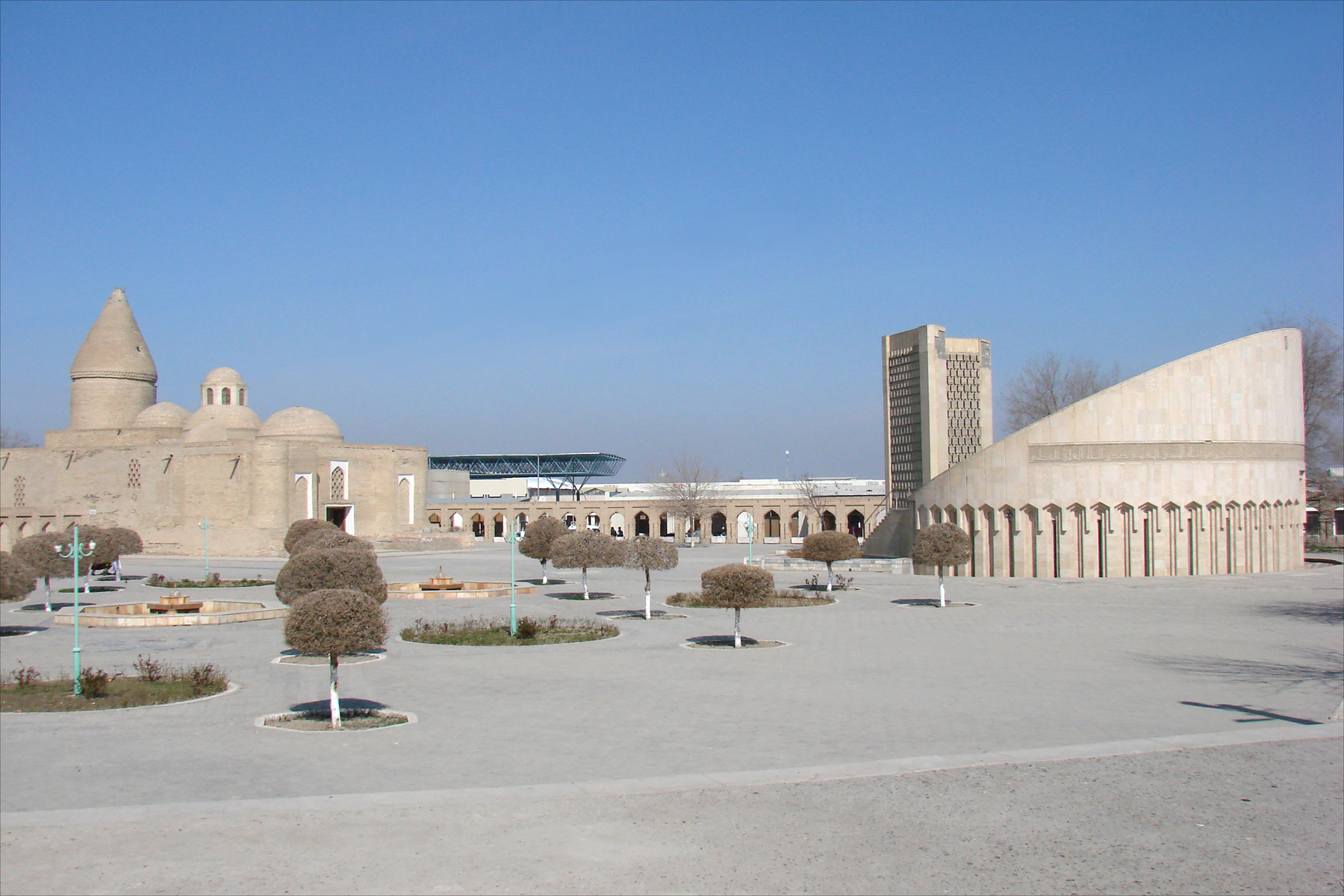
Меморіал Аль-Бухарі
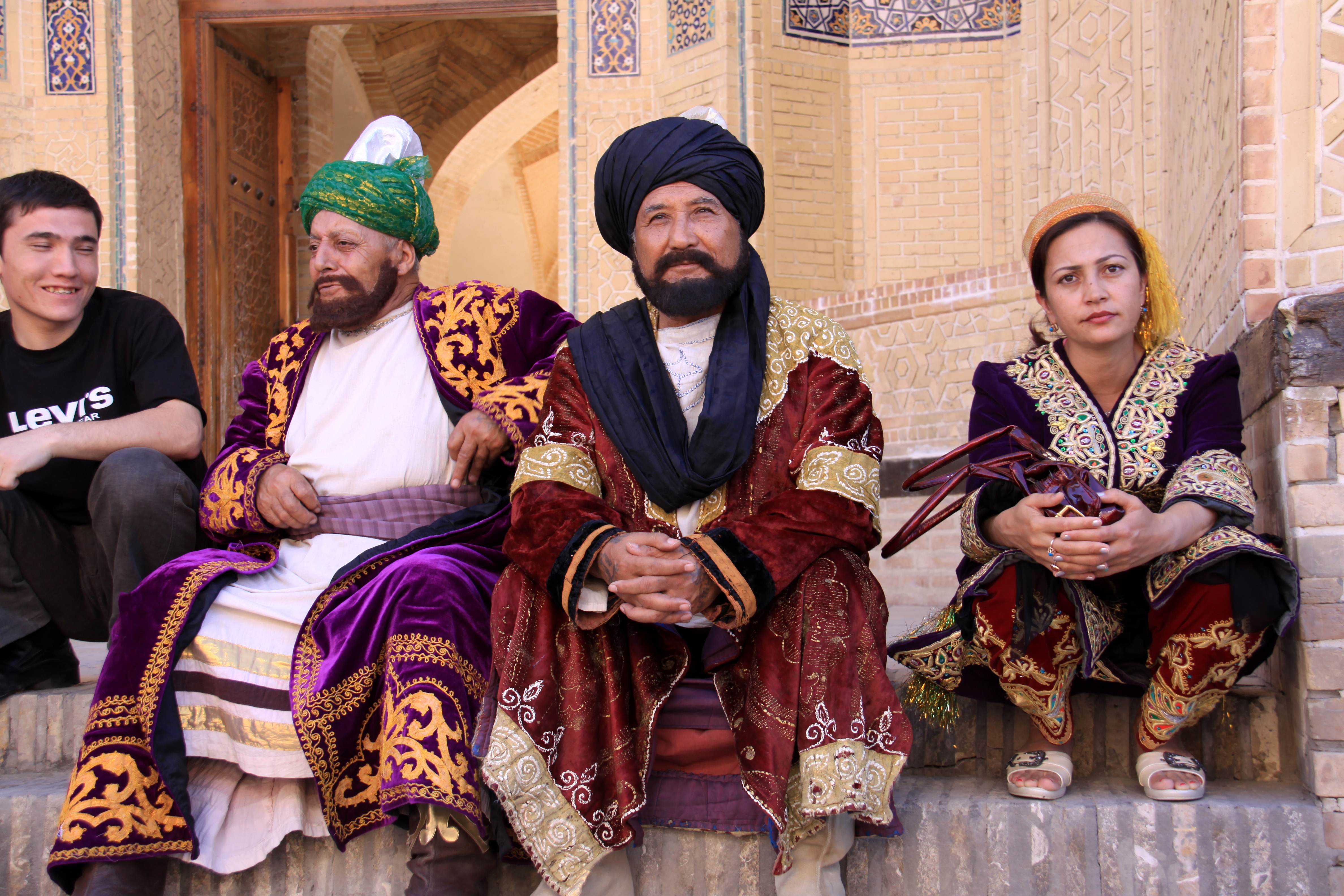
Фестиваль прянощів та шовку, 2009
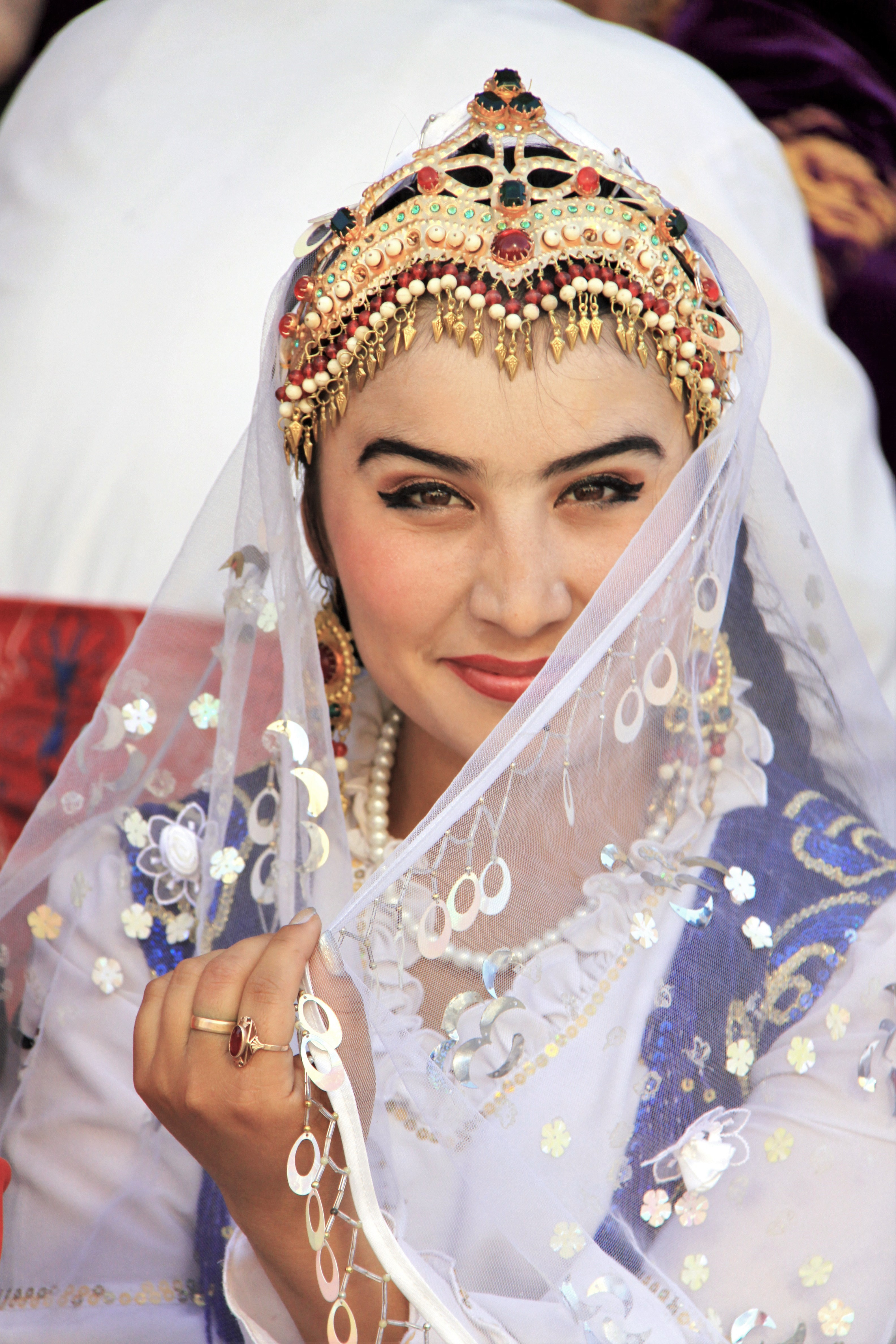
Фестиваль прянощів та шовку, 2009
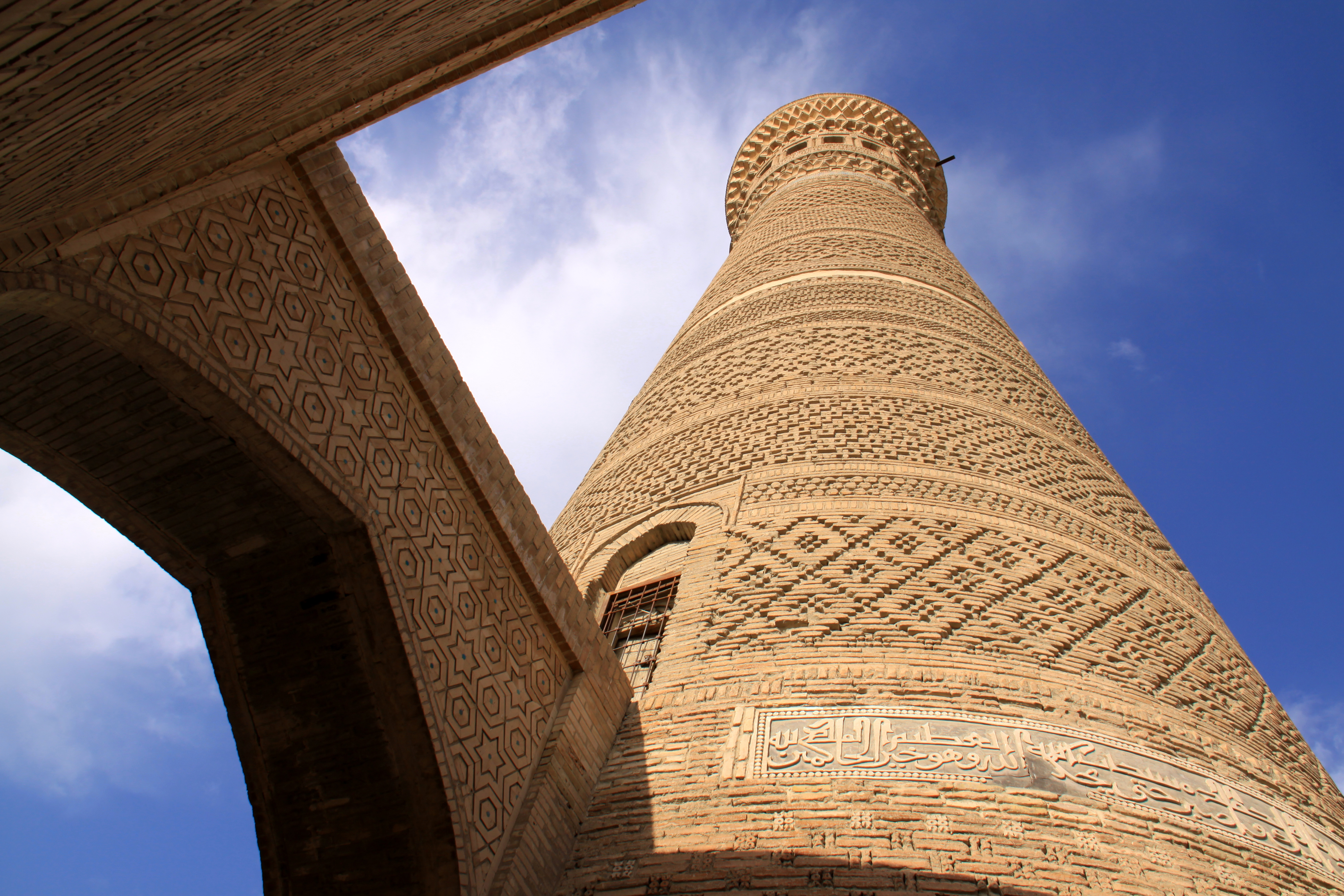
2009
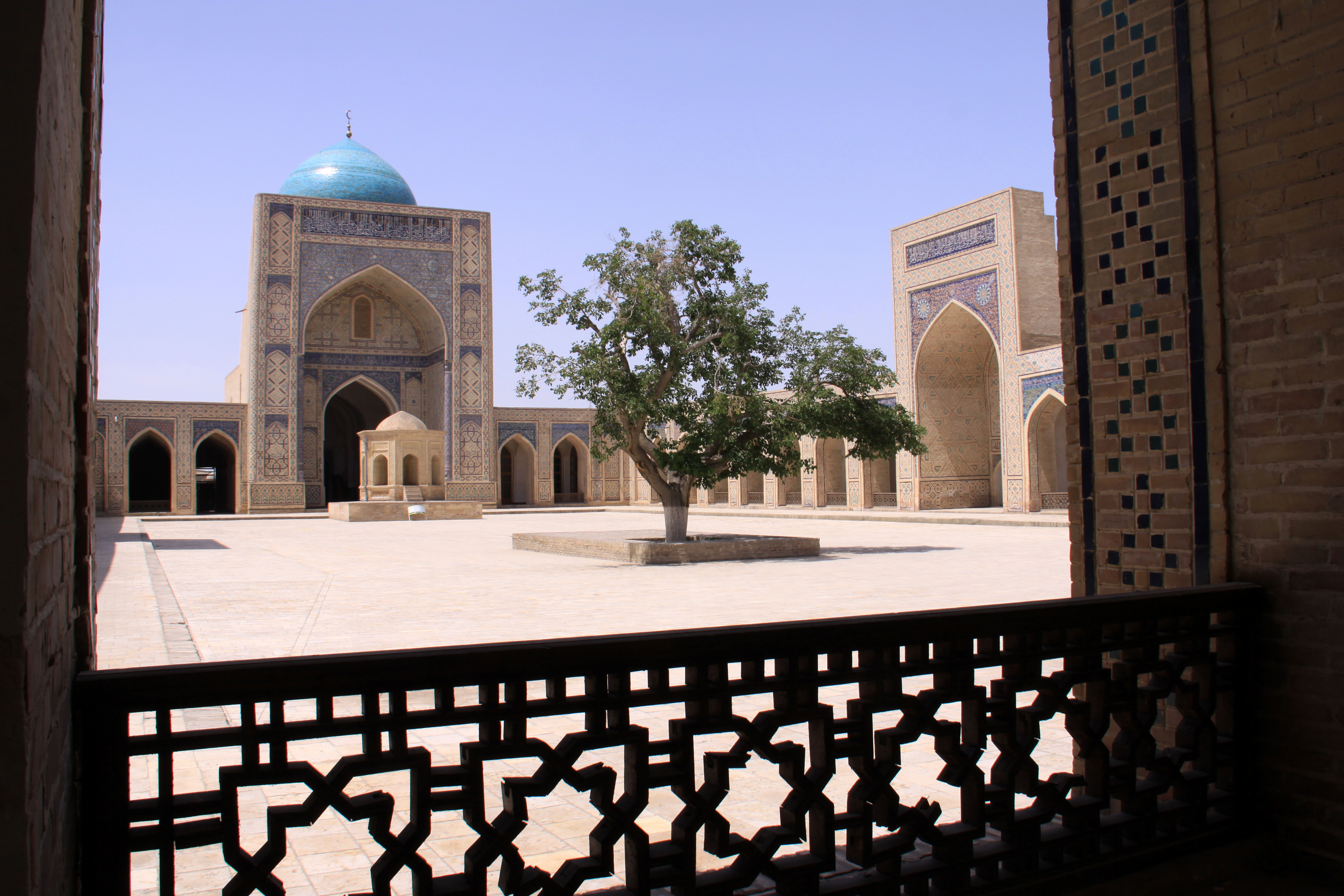
2009
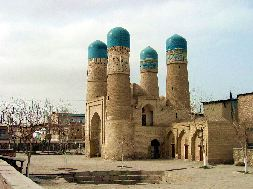
Бухара, ансамбль Чор-Мінор (Чотири мінарети)
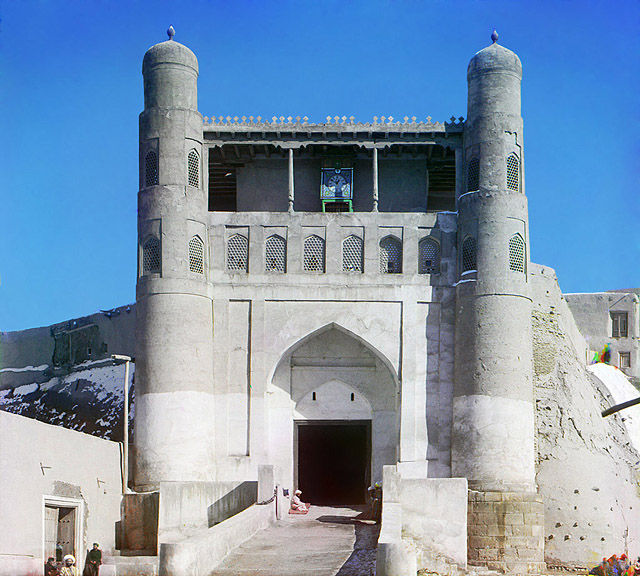
Фортеця Арк в Бухарі. Фотографія С. М. Прокудіна-Горського (1907)
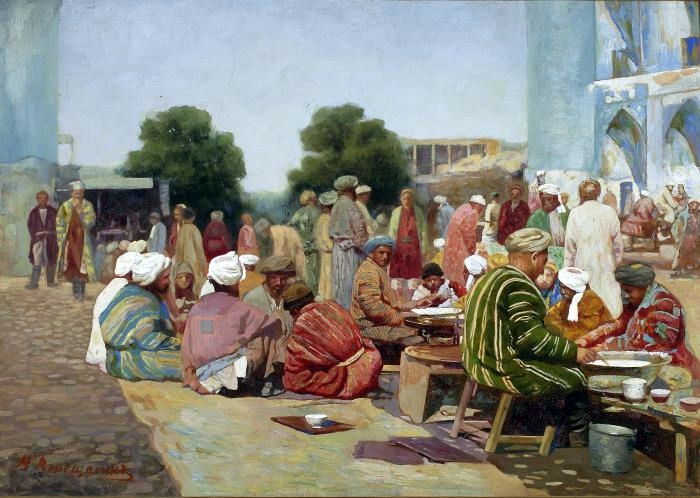
Східний базар. Картина В. В. Верещагіна, 1872
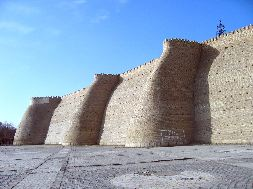
Бухара, фортеця Арк (палац еміра)
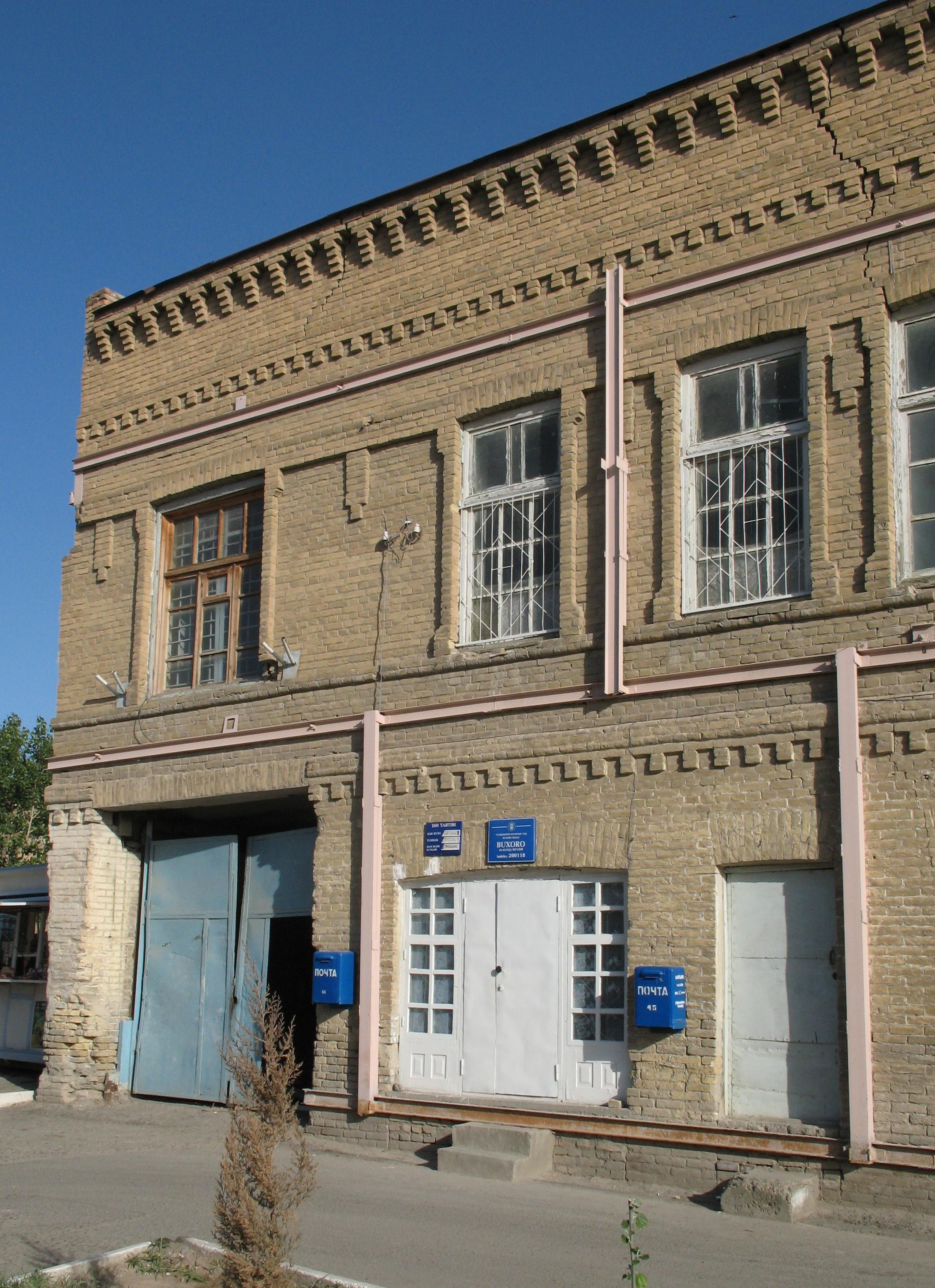
Поштове відділення